# Megalophanes calunella
Megalophanes calunella är en fjärilsart som beskrevs av Erich Martin Hering 1846. Megalophanes calunella ingår i släktet Megalophanes och familjen säckspinnare. Inga underarter finns listade i Catalogue of Life.